# Éósz
Éósz (Ἠώς vagy Ἕως = Eósz, a rómaiaknál Aurora) a hajnal istennője a görög mitológiában. Hüperión titán és Theia leánya, a napisten Héliosz és a holdistennő Szeléné testvére.
Rózsás ujjaiban kulcsokat tartott, amelyekkel kinyitotta az égbolt kapuját, hogy ott kiengedje a nap fogatát, Hélioszt. Őt magát is gyakran ábrázolták az égbolton átrohanó fogatában. 

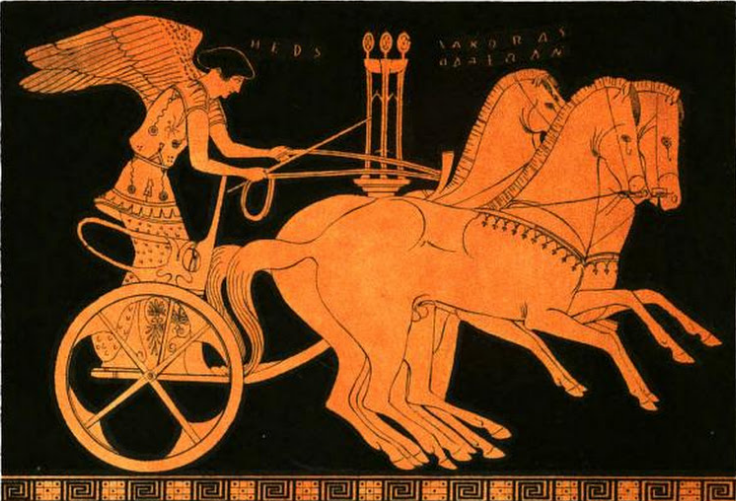
Éósz (antik vázakép)

Éósznak sok szerelmi ügye volt, ami miatt gyakran kellett szenvednie. Arész istennel is többször együtt hált, amivel kiváltotta Aphrodité haragját. A szépség istennője büntetésül azt rótta Éószra, hogy örökké halandókba legyen szerelmes. Még Aphrodité átka előtt szeretett bele Asztraioszba, akitől négy gyermeke, a négy égtáj szelei születtek: Boreasz, Eurosz, Zephürosz és Nótusz. Később Óriónba, Kephaloszba és Tithónoszba is beleszeretett. Ez utóbbitól született Memnón nevű fia, aki hamarosan meghalt, nagy bánatot okozva édesanyjának.